# Antonio García Martínez
Antonio García Martínez (Sevilla, 24 de diciembre de 1956) es un deportista español que compitió en ciclismo adaptado en las modalidades de ruta y pista. Ganó una medalla de oro en los Juegos Paralímpicos de Atenas 2004.

## Palmarés internacional
| Juegos Paralímpicos | Juegos Paralímpicos | Juegos Paralímpicos | Juegos Paralímpicos   |
| Año                 | Lugar               | Medalla             | Prueba                |
| ------------------- | ------------------- | ------------------- | --------------------- |
| 2004                | Atenas (Grecia)     | Medalla de oro      | Ruta/Contrarreloj LC3 |